# 長興話
長興話是吳語的一種方言，屬於吳語太湖片苕溪小片，自稱長興閒話（吳語長興話：dzanshin gheo）。長興話是長興縣的本籍土著方言之一，也是長興縣內的主要方言。長興的客籍方言主要有其他吳語方言（如溫州話、台州話）、官話方言以及閩語方言等，此外，長興縣西北地區一帶存在宜興口音。